# 곰꼬미
곰꼬미는 2018년 경상북도콘텐츠진흥원 제14회 캐릭터공모전 특선작 캐릭터이다. 한국 국제콘텐츠팩토리(안동 소재)에서 제작되어 지역을 홍보할 수 있는 캐릭터 인터넷 방송프로그램 제작을 위해 사용되고 있다.

## 실적 및 수상경력
- 2018년 경상북도콘텐츠진흥원 주최 14회 캐릭터공모전 특선 당선
- 2018년 한국과학창의재단 주최 '과학융합콘텐츠 지원사업' 당선 및 대국민과학 홍보 '곰꼬미인간탐방기' 웹툰제작
- 2019년 1월 곰꼬미TV 유튜브 채널 오픈 시작
- 2019년 청송군 주왕산 배경 '꽃돌의 비밀' 웹툰제작
- 2019년 대구패션산업진흥원 대구국제패션문화페스티벌(디파컬, DIFACUL)  패션문화 크리에이터 공모전 은상[2]
- 2019년 국립백두대간수목원 UCC 공모전 우수상